# Сержант Рок
Сержант Франклин Джон Рок (англ. Sergeant Franklin John Rock), также известный как просто Сержант Рок (англ. Sgt. Rock) — вымышленный персонаж, появляющийся в американских комиксах издательства DC Comics. Сержант Рок впервые появился в комиксе Our Army at War #83 (июнь 1959), и он был создан Робертом Канигером и Джо Кьюбертом. Персонаж является солдатом Второй мировой войны, служивший пехотным унтер-офицером.

## История публикации
Прототип сержанта Рока впервые появился в G.I. Combat #68 (январь 1959). В этой истории его звание не указано; вместо этого его называют просто «Рок». Рок вернулся в качестве сержанта в Our Army at War #81 (апрель 1959) под именем «Сержант Роки» со своим подразделением, ротой Easy (точное название пехотного полка армии США, к которому принадлежала Easy, за всю историю персонажа так и не было установлено). Этот второй прототип истории был написан Бобом Хейни, но создатель персонажа, Роберт Канигер, был редактором. В дальнейшем Канигер создал большую часть рассказов с Джо Кьюбертом в качестве художника. В выпуске #82 (май 1959) его назвают «сержантом Роком» (только по имени), а в выпуске #83 (июнь 1959) он впервые полностью появляется как сержант Рок.
Сержант Рок неуклонно набирал популярность, пока в 1977 году название комикса не было изменено на Sgt. Rock. Комикс регулярно выходил до выхода выпуска Sgt. Rock #422 (июль 1988). В дополнение к обычным комиксам было продано несколько «сборников» под специальным баннером «DC Blue Ribbon Digest», в которых перепечатывались истории из Our Army at War или Sgt. Rock. Некоторые из них имели подзаголовки OAAW или Sgt. Rock, некоторые — Sgt. Rock's Prize Battle Tales (заголовок Prize Battle Tales также использовался в более ранних 80-страничных ежегодных специальных выпусках). Формат сборника был 4+13⁄16" × 6+5⁄8", в мягком переплёте, на 98 полноцветных страницах, без рекламы.
С 1988 по 1991 год была переиздана серия комиксов из 21 номера, а в 1992 и 1994 годах были опубликованы два специальных выпуска Sgt. Rock Specials с новым содержанием. В 1997 году в DCU Holiday Bash II появилась рождественская история, в которой снова появилось новое содержание.
По словам Джона Уэллса, в Fanzing 36 (июль 2001), онлайн-журнале для фанатов:

Сложное генеалогическое древо сержанта Рока создано создателем Робертом Канигером, который добавлял новые (и часто противоречивые) ветви на протяжении всего 29-летнего выпуска комиксов про персонажа. По разным данным, отец Рока погиб при обрушении шахты (OAAW #231), во время Первой мировой войны (#275 и 419) или на сталелитейном заводе в Питтсбурге (#347). Робин Снайдер (в письме, ошибочно приписанном в #353 Майку Тифенбахеру) предположил, что одна из смертей произошла с отчимом Рока, и его существование было подтверждено в #400. В настоящее время ситуация такова, что именно отец Джон Рок погиб в бою, а отчим Джон Андерсон погиб в результате обвала. Третья смерть, как предполагалось выше, вероятно, произошла с отцовской фигурой, с которым Фрэнк Рок работал на сталелитейном заводе.
По крайней мере, в одном комиксе о сержанте Роке, опубликованном в конце 1960-х годов, рассказывалось, что у сержанта Рока был брат, который служил пехотинцем в корпусе морской пехоты США и сражался на Тихоокеанском театре военных действий. В этом эпизоде сержант Рок рассказал своим сослуживцам о странном боевом происшествии, в котором его брат принимал участие на тихоокеанском острове, показанном в комиксе в стиле «флэшбэка». Ларри Рок стал адъютантом генерала Дугласа МакАртура, был похищен нацистами и подвергнут пыткам, чтобы получить информацию о планируемом повторном захвате Филиппин. Сержант Рок попытался спасти его, но Ларри был признан погибшим, когда упал с горной канатной дороги (SGT.ROCK ANNUAL #2). В одном из последних выпусков SGT.ROCK от Канигера Ларри был показан мирным человеком, страдающим амнезией, в нейтральной Швейцарии. Рок никогда не сообщал о том, что тот выжил, полагая, что Ларри заслужил покой.
Солдат войны во Вьетнаме по имени Адам Рок появляется в Swamp Thing #16 (май 1975), хотя конкретно ни разу не указывалось, является ли он родственником Фрэнка Рока.
Начиная с ноября 2008 года DC Comics публиковала Sgt. Rock: The Lost Battalion писателя и художника Уильяма Туччи. По сюжету, Рок и рота Easy входили в состав 1-го батальона 141-й пехотной дивизии, который был окружен немецкими войсками в горах Вогезы 24 октября 1944 года и в конечном итоге спасён японо-американской боевой группой 442-го пехотного полка.
В The Lost Batallion также оживают другие персонажи DC эпохи Второй мировой войны, такие как Танк с привидениями и «Туз навахо» Джонни Клауд, а сама история в основном рассказана военным журналистом Уильямом Дж. Килроем и немецким генералом Фридрихом Визе.

## Биография персонажа
Во время Второй мировой войны сержант Рок сражался в пехотном подразделении армии США на Европейском театре военных действий и в конечном итоге добился авторитета в своём подразделении, «роте Easy». Это подразделение было группой солдат с весьма несхожими характерами, которым удалось поучаствовать в каждом крупном сражении во время войны в Европе. Солдатский жетон сержанта Рока имел номер 409 966, который, по ряду источников, был личным военным номером создателя персонажа Роберта Канигера.
Роберт Канигер в 1970-х и 1980-х годах в комментариях к своим комиксам размышлял о том, что Рок, вероятно, принадлежал к «Большой красной единице» (1-й пехотной дивизии США), учитывая его участие на полях сражений в Северной Африке, Италии и Северо-Западной Европе. На протяжении многих лет предыстория Рока описывалась в различных комиксах; обычно считается, что он родом из Питтсбурга, штат Пенсильвания, где он работал на сталелитейном заводе. Завербовавшись после нападения на Перл-Харбор, он отправился рядовым в Северную Африку, но после гибели его начальников быстро получил повышение — до помощника командира отделения, командира взвода, а затем и сержанта взвода. В основной серии его подразделение упоминается только как «рота Easy», но ни один полк или дивизия не названы, а знаки различия подразделения никогда не показаны. Показано, что у Рока есть два брат и сестра (Sgt. Rock #421): Ларри, морской пехотинец, сражающийся на Тихом океане, и Эми, монахиня.
В мини-серии из шести выпусков 2009 года Sgt. Rock: The Lost Battalion подразделение Рока по-прежнему упоминается как «рота Easy», но относится к «пропавшему» 141-му пехотному полку. Однако на последних страницах последнего выпуска в повествовании говорится, что после окончания истории «как обычно, „боевые ребята“ сержанта Рока пополнили ряды другой роты Easy, понёсшей потери», переведя их в 15-й пехотный полк, 3-ю дивизию под командованием 2-го лейтенанта Оди Мёрфи.. Знаменитый слоган Рока гласит: «Нет ничего лёгкого в „роте Easy“».
Рок также обычно носит шевроны и нашивки мастер-сержанта на своей униформе, а также крупногабаритные нашивки на передней части своего шлема.
Вполне вероятно, что официальной должностью Рока в «роте Easy» была должность старшего сержанта взвода, хотя в диалогах и сценариях, как правило, неясно говорится о его реальных обязанностях. Обычно он возглавляет патрули и обладает полномочиями командовать солдатами роты. В комиксе также появилось несколько персонажей-офицеров в качестве командиров взводов и рот, которых Рок считал своими начальниками. Будучи образцовым сержантом, сержант Рок всегда проявлял должное уважение к этим офицерам и всегда был готов дать совет, который не только обеспечивал успех, но и помогал этому офицеру обрести уверенность и опыт лидера. Командира роты Easy Рок обычно называл «шкипером». Рока, в свою очередь, другие называли «отличником», или старшим унтер-офицером в роте. В большинстве пехотных рот не было мастер-сержантов; примечательно, что у Рока нет ромба первого сержанта на его знаке отличия.
Во флэшбэке The New Golden Age Неизвестный солдат представляет сержанту Року и роте Easy информацию о нацистских экспериментах Пера Дегатона.

## Силы и способности
- Рок — отличный стрелок, способный сбить несколько немецких истребителей из одного пистолета-пулемёта и способный с поразительной точностью бросать ручные гранаты.
- Рок — высокоэффективный боец ближнего боя, в основном демонстрирующий стиль уличных боёв, смешанный с боксом и дзюдо.
- Рок, похоже, обладает почти сверхчеловеческой выносливостью и силой, выдерживая большое количество огнестрельных ранений, осколков ручных гранат, воздействие ледяной воды и другие опасности. В историях Боба Канигера способности Рока кажутся более реалистичными, чем в историях Джо Кьюберта.
- «Боевая антенна» Рока — это то, что он называет своего рода шестым чувством, предупреждающим его о надвигающейся вражеской атаке. Обычно это даёт ему хотя бы некоторое время, чтобы предупредить роту Easy, даже если это редко позволяет им полностью уйти от опасности.
- За очень редким исключением, Рок сохраняет полное спокойствие и решительность под огнём, даже когда шансы на успех его и его роты Easy невелики.
- У Рока тоже есть сердце. Единственное, что (почти) заставило его сломаться — это когда нацисты дошли до самого дна и послали подростков выступить против Рока и его людей, или когда он и его рота охраняли группу детей, которых пришлось эвакуировать из детского дома, и один из них погиб от немецкой пули.

## Вооружение
Классический Рок обычно был одет в форму оливкового цвета, вооружён пистолетом-пулеметом Томпсона M1A1 45-го калибра (хотя иногда его изображают с пистолетом-пулемётом M50 Reising) и полуавтоматическим пистолетом Colt M1911A1 45-го калибра. Как ни странно, на классических картинах Рок почти всегда изображён с патронташем M1 Garand, который был бы ему бесполезен, а также с двумя лентами патронов 50-го калибра (изображёнными в виде тканевого ремня 30-го калибра для пулемёта M1917 Browning), которые Рок считает счастливыми талисманами. Художники Джон Северин и Расс Хит иногда пытались более реалистично изобразить экипировку Рока, но боеприпасы 50-го калибра оставались его личной визитной карточкой.

## Судьбы сержанта Рока
Дальнейшая судьба сержанта Фрэнка Рока сложна. Первоначально существовало две версии этого персонажа, одна из которых проживала на Земле-Один, а другая — на Земле-Два. Согласно некоторым историям, он был убит в последний день войны последней выпущенной врагом пулей. Однако DC также опубликовала ряд историй, в которых послевоенный Рок сочетается с современными историями о супергероях, включая появления вместе с Бэтменом, Суперменом и Отрядом самоубийц.

В историях, рассказанных после выхода его собственного комикса, персонаж Рока был возрождён, ему объяснили, что он пережил войну и продолжал выполнять секретные задания для правительства США. Он также сразился со своим старым врагом, Железным майором, и отправился в путешествие на Остров динозавров со своим старым заместителем Бульдозером. По словам Джона Уэллса:
Канигер рассказал о послевоенном выживании Фрэнка в OAAW #168, где он заставил Рока посетить могилу Неизвестного солдата, а Боб Хейни воспользовался этим фактом в The Brave and the Bold. В выпуске #84 рассказывалось о том, как его пути пересеклись с Брюсом Уэйном во время войны (в эпизоде, действие которого, очевидно, происходило на Земле-Два), а затем последовало продолжение в настоящем времени в The Brave & the Bold #96. В нём Брюс прибыл в посольство США в Южной Америке и был представлен «нашему военному атташе и начальнику службы безопасности посольства… сержанту Року, армия США». В двух последующих эпизодах, посвященных настоящему времени, Рок выслеживал сатанинскую фигуру, которую он считал Адольфом Гитлером (B&B #108), и «призрака» из роты Easy, которого ему было приказано казнить в битве в Арденнах (B&B #117). В The Brave & the Bold #124 Боб Хейни и Джим Апаро появились в качестве гостей в ролях Рока и Бэтмена, которые выслеживали террористическую организацию под названием «1000».
 После этого он стал генералом и начальником штаба в администрации Лекса Лютора. Однако Фрэнк Рок был связан с одним из составов Отряда самоубийц. В конце серии он снимает маску и уходит из команды, в то время как его напарник «Бульдозер», которого считали оригиналом, встаёт со своего инвалидного кресла, комментирует, как приятно было снова почувствовать себя молодым, и тоже уходит. Был ли это настоящий замаскированный Фрэнк Рок или самозванец, неизвестно; серия заканчивается фразой «Фрэнк Рок умер в 1945 году».

По словам Уэллса, использование персонажа Рока в послевоенных историях оказало существенное влияние на предысторию Рока:
Все эти супергеройские кроссоверы были для Канигера чем-то большим, чем он мог себе представить. В колонках писем для Sgt. Rock #316 и 323 1978 года, а также для Sgt. Rock #347 и 348 1980 года он объявил, что его герой не дожил до 1945 года, что, по крайней мере, затмило большинство эпизодов The Brave and the Bold от Хейни. Он также заявил: «То, что ни Рок, ни Easy не пережили последних дней войны, неизбежно и вполне закономерно».
 Действительно, в колонке писем для Sgt. Rock #374 Канигер заявил, что:
Насколько я понимаю, РОК — единственный настоящий солдат Второй мировой войны. По понятным причинам. Он и его рота Easy живут и, в конце концов, погибнут все до последнего человека во время Второй мировой войны.
Впервые персонаж Рока был использован после прекращения существования серии в выпуске Swamp Thing, через шесть месяцев после выхода Sgt. Rock #422. Действие этой истории происходило в мае 1945 года, в ней говорилось о том, что сержант Рок пережил войну в Европе, и поднимался вопрос о том, был ли Рок переведён на Тихоокеанский театр военных действий.
Во время войны Империекса, развернувшейся в начале 2000-х, Рок выступал в качестве главы Объединённого комитета начальников штабов, вызвавшись добровольцем на самоубийственную миссию по пилотированию самолёта, начинённого ядерными бомбами, в рамках плана по взлому брони Империекса и истощению его энергии. В разговоре со Странным Визитёром он заявляет, что предпочёл бы умереть, чем жить так долго после войны и видеть, как умирает так много других хороших людей, в то время как он выжил. После победы над Империексом Аманда Уоллер присутствовала на его символических похоронах в Арлингтоне вместе с другими героями Второй мировой войны, сообщив Лютору по телефону, что Рок не заинтересован в том, чтобы его помнили, и просто хотел бы упокоиться со своими сверстниками.
В соответствии с часто упоминаемым (в колонках писем и интервью), но так и не написанным заключением Роберта Канигера к приключениям Рока на войне (у Канигера не было возможности написать эту историю самому до его смерти в 2002 году), в рассказе Лена Уина и Джо Кьюберта «Snapshot: Remembrance» 2010 года из ретроспективной мини-серии DC Universe: Legacies #4 (о встрече героев войны DC 4 июля 1976 года) рассказывается, что сержант Рок действительно погиб в конце Второй мировой войны. Флэшбэки показывают, как Рок был убит в последний день войны в Европе, прикрывая своим телом маленького ребёнка, который попал под перекрёстный огонь. Позже рота Easy узнаёт, что последняя пуля, убившая его, была последней выпущенной на войне. Другими героями войны из DC, присутствующими на этом двухсотлетнем воссоединении (и поднимающими тосты в память о сержанте Роке), являются Джеб Стюарт из Танка с привидениями, все четверо Неудачников, Улисс Хазард/Могильщик, мадемуазель Мари (которая представляет своего неназванного сына, солдата, внешне почти идентичного сержанту Року, который, как предполагается, является его отцом) и Неизвестный солдат, замаскированный (благодаря одной из своих фирменных латексных масок) под бармена Боба.

## Другие версии
Вариант сержанта Рока из альтернативной вселенной появляется в Flashpoint. Эта версия была членом Команды 7 до того, как она была убита во время нападения на лагерь террористов.

## Вне комиксов

### Телевидение
- Сержант Рок появляется в трехсерийном эпизоде «Время дикарей» мультсериала «Лига справедливости», где его озвучивает Фред Драйер.[12]
- Сержант Рок появляется в тизере эпизода «Чума прототипов!» из мультсериала «Бэтмен: Отважный и смелый», где его озвучивает Фред Таташор.[12]
- Солдат, предположительно сержант Рок, появляется в эпизоде «Легендарные» из сериала «Легенды завтрашнего дня», где его роль исполнил Блэр Пеннер. Соисполнительный продюсер сериала Марк Гуггенхайм сказал, что Рок должен был появиться позже в сериале,[13] но этого так и не произошло.

### Кино
- В конце 1980-х и начале 1990-х Арнольд Шварценеггер был закреплён за ролью сержанта Рока в фильме продюсера Джоэла Сильвера, и за основу предлагали сценарии Дэвида Пиплза (1987), Стивена Э. де Сузы (1988), Джона Милиуса (1993) и Брайана Хелгеленда (1996), где Рок был американцем немецкого происхождения, прежде чем Джон Кокс написал новый сценарий, не связанный с предыдущими вариантами сценария.[14] В конце концов, Кокс заявил, что Шварценеггер больше не связан с проектом. В апреле 2007 года Дэвид Гамбино, вице-президент Silver Pictures, сказал: «Хорошая новость в том, что у нас есть фантастический сценарий, и все им очень довольны. На самом деле это просто попытка подобрать актёрский состав прямо сейчас и по-настоящему решить, каким будет фильм, как мы собираемся его снимать». Сообщалось, что на эту роль рассматривался Брюс Уиллис,[15] а режиссёром, по слухам, был назначен Гай Ричи.[16] Однако в декабре 2008 года Ричи сказал, что, хотя фильм был отложен из-за его работы над «Шерлоком Холмсом», он подтвердил, что действие фильма про сержанта Рока будет происходить во время Второй мировой войны и в нём будет задействована рота Изи.[17] В феврале 2010 года Сильвер объявил, что действие фильма теперь будет происходить в ближайшем будущем.[18] Позже было объявлено, что режиссёром фильма станет Фрэнсис Лоуренс, а сценарий напишет Чед Сент-Джон,[19][20] но с тех пор никаких изменений не произошло.
- Сержант Рок появляется в короткометражном фильме «DC Showcase: Сержант Рок», где его озвучивает Карл Урбан.[12][21]
- Сержант Рок появляется в эпизодической роли в мультфильме «Лига справедливости: Кризис на бесконечных землях. Часть 1».

### Вселенная DC
Сержант Рок появляется в проектах, действие которых происходит во Вселенной DC (DCU).
- Сержант Рок появляется во флэшбэке эпизода «Да здравствует Железный дровосек» из мультсериала «Монстры-коммандос», где его озвучивает Мори Стерлинг.[12][22]
- 3 сентября 2024 года стало известно, что Лука Гуаданьино будет режиссёром фильма про сержанта Рока, а сценарий к нему напишет Джастин Куритцкес.[23] 19 ноября 2024 года было объявлено, что студия и Гуаданьино хотят, чтобы Дэниел Крэйг исполнил роль сержанта Рока.[24][25]

### Видеоигры
- На выставке E3 1997 года Activision подтвердила, что они разрабатывают игру про сержанта Рока для PlayStation, релиз которой был намечен на 1998 год, но больше эта игра никогда не упоминалась.
- Сержант Рок появляется в DC Universe Online.[26]
- Сержант Рок появляется в качестве призываемого персонажа в игре Scribblenauts Unmasked: A DC Comics Adventure.[27]

### Прочее
Сержант Рок получил фигурку в линейке HeroClix в рамках дополнения «Cosmic Justice». Кроме того, была выпущена ограниченная серия турнирных призов в виде фигурки «Генерала Фрэнка Рока».

## Товары и предметы коллекционирования
- В 1980-х годах компания Remco Toys выпустила линейку фигурок размером 3+3⁄4 дюйма с именем сержанта Рока, вероятно, в результате популярности линейки игрушек Hasbro G.I. Joe. Фигурки были мало похожи на персонажей комиксов времён Второй мировой войны. Фигурка сержанта Рока была сделана в форме и снаряжении времён Вьетнамской войны, а вместо пистолета-пулемёта Томпсона у него была винтовка М16. Были проданы и другие типовые фигурки, в которых не было других персонажей, узнаваемых по комиксам. Эти американские военнослужащие также имели снаряжение времён Вьетнама и шлемы/каски-накладки или береты, и в совокупности их называли «Tough Action Soldiers». «Вражеские» солдатики были просто игрушками, изготовленными по тем же формам, что и американские, и раскрашенными в чёрный цвет с голубыми касками. К каждой фигурке прилагался пластиковый жетон, на котором покупатели могли вписать своё имя и звание. Серийный номер был напечатан на бумажной наклейке, прикреплённой к пластиковой бирке, к которой также прилагался серебристый шнурок, чтобы вешать бирку на шею. В комплект игровых наборов входил пластиковый пулемет и бункеры для миномётов. Качество этих игрушек было очень низким; использовался мягкий пластик, и подвижность суставов была ограничена, особенно по сравнению с линейкой фигурок G.I. Joe размером 3+3⁄4 дюйма.
- Также был представлен ассортимент автомобилей, изготовленных вручную компанией Universal Toys для Azrak-Hamway в Нью-Йорке. Они были упакованы в карточки, похожие на фигурки Remco. В ассортименте были два танка, джип, штабная машина и машина скорой помощи.

- В 2002 году компания Hasbro выпустила ограниченную серию 12-дюймовых фигурок сержанта Рока в составе 12-дюймовой линейки фигурок G.I. Joe, в которую вошли ещё четыре персонажа из серии комиксов: Бульдозер, Маленький Верный Выстрел, Джеки Джонсон и Дикарь. Фигурки были одеты в военную форму времён Второй мировой войны и в основном вооружены тем же оружием, что и в комиксах (хотя у фигурки Бульдозера была винтовка М-1 вместо пулемёта Браунинг 30-го калибра с воздушным охлаждением). Также была выпущена женская фигурка, изображающая бойца французского сопротивления мадемуазель Мари, единственную возлюбленную сержанта Рока в серии комиксов. В 2003 году компания Dreams and Visions также выпустила несколько игровых наборов.

## Культурные отсылки
- В графическом романе Tank Girl на шлеме Девушки-танка написано «Sgt. Rock Can't Dock».
- Английская рок-группа XTC включила песню под названием «Sgt. Rock (Is Going to Help Me)» в свой альбом 1980 года Black Sea. Песня была выпущена в качестве сингла в декабре того же года и достигла 16-й строчки в UK Singles Chart. Автор песен Энди Партридж позже написал песни о двух других персонажах DC Comics, Супергёрл (в их альбоме Skylarking 1986 года) и дочери Брейниака (в альбоме Dukes of Stratosphear Psonic Psunspots 1987 года).
- Персонаж Ксандер Харрис часто упоминал Рока в телесериале «Баффи — истребительница вампиров».
- Во время финальных титров фильма 1987 года «Хищник» показано, что лейтенант Хокинс (Шейн Блэк) читает Sgt. Rock #408 (февраль 1986).[28]
- В одном из выпусков андеграундного комикса Dopin' Dan была пародия на сержанта Рока по имени сержант Джок. В нём главный герой, возглавляющий отчаявшийся взвод на войне во Вьетнаме, уничтожает двух заведомо анахроничных врагов невозможными способами, а именно уничтожает танк «Тигр» одним ударом кастета, а затем сбивает пикирующий бомбардировщик «Штука», пробив штыком лобовое стекло и убив пилота.
- В телепрограмме «Грузовики!» ведущий Стейси Дэвид построил внедорожник из Dodge WC-14 1941 года выпуска и назвал его Сержантом Роком.
- Сержант Рок упоминается в песне Эллиотт Смит «Color Bars».
- На задней обложке альбома The Beach Boys 1974 года Endless Summer изображён Карл Уилсон, читающий комикс о сержанте Роке.
- В фильме «Доставить по назначению» персонажа Томми Ли Джонса сравнивают с сержантом Роком.

## Реакция
Сержанта Рока поставили на 183-е в списке величайших персонажей комиксов всех времён по версии журнала «Wizard». В IGN также поставили сержанта Рока на 78-е место в списке величайших героев комиксов всех времён, заявив, что сержант Рок представляет собой воплощение комиксов DC о Второй мировой войне, которые часто упускают из виду.

## Коллекционные издания
Эта серия была издана в нескольких торговых изданиях в мягкой обложке:
| Название                                 | Коллекционный материал                                                            | Страницы | ISBN              |
| ---------------------------------------- | --------------------------------------------------------------------------------- | -------- | ----------------- |
| Sgt. Rock Archives Volume 1              | Our Army at War #81–96, G.I. Combat #68                                           | 228      | 1-56389-841-1     |
| Sgt. Rock Archives Volume 2              | Our Army at War #97–110                                                           | 207      | 1-4012-0146-6     |
| Sgt. Rock Archives Volume 3              | Our Army at War #111–125                                                          | 228      | 1-4012-0410-4     |
| Sgt. Rock Archives Volume 4              | Our Army at War #126–137, Showcase #45                                            | 246      | 978-1-4012-3726-4 |
| Sgt. Rock's Combat Tales Volume 1        | Star Spangled War Stories #72, G.I. Combat #56, 68, Our Army at War #83–84, 87–90 | 128      | 1-4012-0794-4     |
| Showcase Presents: Sgt. Rock Volume 1    | G.I. Combat #68, Our Army at War #81–117                                          | 544      | 978-1-4012-1713-6 |
| Showcase Presents: Sgt. Rock Volume 2    | Our Army at War #118–148                                                          | 520      | 978-1-4012-1984-0 |
| Showcase Presents: Sgt. Rock Volume 3    | Our Army at War #149–163, 165–172 and 174–180                                     | 496      | 978-1-4012-2771-5 |
| Showcase Presents: Sgt. Rock Volume 4    | Our Army at War #181–216                                                          | 544      | 978-1-4012-3811-7 |
| Sgt. Rock: The Prophecy                  | Sgt. Rock: The Prophecy #1–6                                                      | 144      | 978-1-4012-1248-3 |
| Sgt. Rock: Between Hell and a Hard Place | Sgt. Rock: Between Hell and a Hard Place #1–6                                     | 144      | 1-4012-0054-0     |
| Sgt. Rock: The Lost Battalion            | Sgt. Rock: The Lost Battalion #1–6                                                | 160      | 978-1-4012-2533-9 |
| DC Through the 80s: The End of Eras      | Sgt. Rock #345, 347, 368, 387                                                     | 520      | 978-1779500878    |